# Menelaos Ludemis
Menelaos Ludemis (n. 14 ianuarie 1912, Constantinopol, Imperiul Otoman – d. 22 ianuarie 1977, Atena, Grecia) a fost un scriitor și traducător grec, pe numele său adevărat Dimitrios (Takis) Valasiadis (numele de naștere Balasoglu). Pseudonimul literar și l-a ales după râul Ludia. Ca și comunist și reprezentant al realismului socialist, a fost persecutat mult timp după război și a petrecut mai mulți ani în exil în România. Cu toate acestea, el a fost o figură importantă în viața intelectuală din anii 1970 în Grecia și, la acel moment, unul dintre cei mai citiți autori din țară.

## Biografie
Dimitrios Valasoglu a provenit dintr-o familie bogată pe coasta de est a Mării Marmara, părinții săi au fost Grigoris Valasoglu și Domna Tsouflidi și a avut patru surori. Familia sa a fost bogată, dar și-a pierdut toată averea prin relocarea forțată în Grecia, ca urmare a Tratatului de la Lausanne. Familia sa a venit ca refugiați din Yalova după genocidul grec, s-au mutat în Aegina, apoi în Edessa, iar în final în micul oraș Exaplatanos, unde s-au stabilit din 1923 până în 1932 când s-au mutat la Kozani. Ca elev, din cauza sărăciei familiei, a fost nevoit să-și câștige singur existența, așa că a lucrat ca băiat de bucătărie, lustragiu, cântăreț bisericesc, profesor în satele Almopia și, în final, ca maistru la lucrările de infrastructură ale râului Gallikos.
Debutul literar al lui Ludemis are loc la o vârstă fragedă, publicându-și colecțiile de poezie în revista Agrotiki Idea în 1927 și 1928, precum și poezii și povestiri scurte în revista Nea Estia din 1930, iar lucrările sunt semnate cu numele real, Takis Vasiliadis. Pseudonimul literar Ludemis l-a folosit mult mai târziu în 1936. 
În clasa a X-a - clasa a patra a gimnaziului de șase ani de atunci - a fost dat afară din motive politice și a fost expulzat din toate gimnaziile din țară.
În 1938 a fost unul dintre cei trei care au împărțit Premiul de Stat pentru Proză. De asemeni, a fost răsplătit și cu premiul Menelaos Ludemis, care a fost creat în onoarea sa și se acordă anual celui mai bun prozator al anului anterior. Conform spuselor lui Vasilis Vasilikos, Ludemis a fost considerat "cel mai citit grec" după Nikos Kazantzakis.
În timpul ocupației germane a Greciei în cel de-al doilea război mondial, Ludemis a jucat un rol activ în mișcarea de rezistență națională. În timpul războiului civil (1946-1949) este arestat pentru opiniile sale de stânga, judecat pentru trădare și condamnat la moarte, condamnare ce nu a fost executată. În schimb este exilat în insulele din marea Egee. Cartea "Zile cețoase" publicată în 1958 este interzisă. Sub dictatura militară (1967-1974) emigrează la București și în 1967 îi este retrasă cetățenia greacă de către Giorgos Papadopulos.
În România își continuă opera sa literară, chiar și câțiva ani după schimbarea guvernului din 1974. În această perioadă face mai multe călătorii lungi, inclusiv în China și Vietnam. În 1976 își recapătă cetățenia greacă și se întoarce la Atena. Un an mai târziu, moare în urma unui infarct miocardic, iar corpul său este expus public pentru a fi omagiat.
Ludemis a scris în jur de 45 de romane, povești și poezii. În plus, a tradus în limba greacă numeroși autori români.

## Lucrări traduse

### Proză
- "Cerul se înnoureazǎ", Editura de stat pentru literaturǎ și artǎ 1960, roman
- "Orologiul lumiii bǎtea miezul nopții", Editura Tineretului 1961, roman
- "Moara mutǎ", Editura Tineretului 1966, roman
- "Spicele mânioase", Editura Tineretului 1969, roman
- "Fiul pământului", Editura Albatros 1970, roman
- "Vinul lașilor" (Sarcofag I), Editura pentru literaturǎ 1969, roman
- "Eroii dorm neliniștiți" (Sarcofag II), Editura Eminescu 1970, roman
- "Îngerul cu aripi de ghips" (Sarcofag III), Editura Eminescu 1971, roman
- "Cetatea speranței" Editura Albatros 1973, roman
- "Turbarea", Editura Cartea Româneascǎ 1975, roman

### Literatură pentru copii
- "Dedal", Editura Ion Creangǎ 1974 , povestiri scurte pentru copii
- "Icar", Editura Ion Creangǎ 1977, povestiri scurte pentru copii
- "Theseu", Editura Ion Creangǎ 1975, povestiri scurte pentru copii
- "Heracles", Editura Ion Creangǎ 1982 , povestiri scurte pentru copii

## Traduceri
- "Moromete", Marin Preda, roman
- "Și i-am condamnat pe toți la moarte", Titus Popovici, roman
- "Dincolo de nisipuri", Fănuș Neagu, roman
- "Floarea secerată", Eugen Jebeleanu, poezie
- "Sentinela aerului", Virgil Teodorescu, poezie
- "Un om în Agora", Dumitru Popescu, poezie